# 성서침례친교회
한국성서침례친교회(韓國聖書浸禮親敎會會/Korea Baptist Bible Fellowship)는 미국 성서침례친교회 파송 선교사들로 세워진 정통침례교단으로서 한국에 세워진 침례교회이다. 일반적으로 성서침례교회라고 불린다.
19세기 말 자유주의신학이 확산되면서, 미국 남침례회(Southern Baptist)도 그 영향을 1900년대 중반까지 받게 되었다. 1950년 이에 반대하던 프랭크 노리스(Frank Norris) 목사를 비롯한, 남침례회를 탈퇴한 보수성향의 목회자들이 주축이 되어 성서침례회가 설립되었다. 한국에는 1954년 아이잭 포스터(Isaac Foster) 선교사를 필두로 한국 전쟁 직후에 선교사업을 실시하면서 시작되었다. 한국교계 일각에서 이단으로 규정된 성경침례교회(이송오)와는 전혀 다르고, 교파 또는 교단이 아닌 친교회(fellowship)로, 교세는 2009년을 기준으로 약 210여개 교회, 15,000여명의 교인이 있다. 미국으로 보면 이 침례교회는 보통 독립 침례교회, 성서침례교회 또는 자유 의지 침례교회에 속하기도 한다. 한국성서침례친교회에 속해 있는 성서침례교회의 특징은 미국의 일반적인 정통침례교회처럼 축도가 없고 목회자 또는 집사의 폐회기도로 마친다.

## 주장
침례교회는 성경을 유일한 권위의 기준으로 삼으며, 성경의 무오와 성경해석의 자유, 신앙고백을 강조한다. 자원주의와, 전신자 제사장직 원리를 표방하며, 신앙의 자유와 교회와 국가의 분리(정교분리), 신자의 교회로서 회중정치를 표방한다.